# Toy-Box
Toy-Box – nieistniejąca już duńska grupa popowa składająca się z wokalistów Anili Mirza i Amira El-Falaki.

## O członkach
Anila urodziła się 8 października 1974 roku w Hillerød. Amir ur. 12 sierpnia 1973 roku w Kopenhadze, Duńczyk marokańskiego pochodzenia. W 1999 roku zespół odniósł sukces na skandynawskich listach przebojów z bubblegum pop’ową piosenką z albumu Fantastic, o nazwie „Tarzan & Jane”.
W kwietniu Anila powiedziała, że ukaże się nowa płyta Toy-Box.

## Historia
Pierwszy album Toy-Box, 'Fantastic, zawierał m.in. utwory „The Sailor Song”, „Best Friend”, „super-duper-Man”, „Teddybear” i „Tarzan & Jane”. Został wydany we wrześniu 1999 roku. Następnie w 2001 roku grupa wydała drugi album, Toy Ride, który obejmował piosenki „www.girl”, „Prince of Arabia” i „Wizard of Oz”.
Po rozpadzie grupy Amir pracował jako nauczyciel tańca, choreograf teledysków a także jako trener cheerleaderek FC Kopenhaga. Anila zmieniła imię na Aneela i rozpoczęła karierę solową.

## Dyskografia

### Albumy
- Fantastic (31 maja 1999)
- Toy Ride (28 lipca 2001)

### Single
- „Tarzan & Jane” (12 listopada 1998)
- „Best Friend” (8 kwietnia 1999)
- „The Sailor Song” (25 sierpnia 1999)
- „Teddybear”
- „Superstar” (30 lipca 2001)